# Radmill
Radmill is een historisch merk van motorfietsen.
De bedrijfsnaam was Bradbury, Rinman & Co., London.
Radmill was een Engels merk dat motorfietsen met Precision-motoren en 269 cc Villiers-blokken bouwde. De productie begon in 1912 maar eindigde al in 1914. Door het uitbreken van de Eerste Wereldoorlog moesten veel motorfietsfabrikanten, waaronder Precision en Villiers, oorlogsproductie gaan draaien en waren de mogelijkheden voor de levering van inbouwmotoren beperkt. Daardoor moesten ook hun klanten de productie beëindigen.